# دهستان هستیجان
دهستان هستیجان یکی از دهستان‌های بخش مرکزی شهرستان دلیجان استان مرکزی ایران است.
این دهستان در جنوب شهر دلیجان و در نزدیکی معدن طلای موته در استان اصفهان واقع شده و شامل ۱۳ پارچه آبادی است. این منطقه متشکل از روستاهایی است نه چندان بزرگ. به ترتیب جمعیت  قالهر، رباط ترک، هستیجان، سینقان، مزوش، درب جوقا، فرنق، شانق ، توت، دوریدان، دوزیا، محمودآباد و روستاهای خالی از سکنه چهار باغ می‌باشند.
این ۱۳ آبادی تقریبا" در کنار جاده اصفهان به تهران قرار دارند که تنها روستای رباط ترک به جاده متصل می‌باشد.
بزرگ‌ترین روستای منطقه قالهر و دومین روستای بزرگ آن رباط ترک می باشد.
چند روستا از این منطقه هنوز به زبان راجی حرف می‌زنند.